# Bellona (Atoll)
Das Atoll Bellona (französisch Récifs de Bellone, Bellona-Riffe, auch Plateau des Bellona, Bellona-Plateau) ist ein in Bezug auf seine Gesamtfläche sehr großes Atoll im zum Südpazifik gehörenden Korallenmeer. Es liegt rund 60 Kilometer südlich der Chesterfieldinseln (Îlot Loop). Dazwischen Banc de Dumont d'Urville (486 km²), Banc de Boussole (98 km²) und Banc du Vauban (90 km²), alle ohne Inseln. Südlich des Atolls Bellona liegen Banc Nova und Banc Argo.
So wie auch die Chesterfieldinseln gehört das Atoll Bellona politisch zu Neukaledonien und steht seit 1878 unter französischer Herrschaft. Die Entfernung zur Hauptinsel Grande Terre (Neukaledonien) beträgt knapp 500 Kilometer.
Das Atoll weist eine Gesamtfläche von 9426 km² auf und ist damit nach der Gesamtfläche eines der größten Atolle weltweit. Der große Korallenring ist nur noch in Teilen oberflächennah vorhanden und weitgehend versunken.
Jedoch weist es nur zwei Inseln mit einer aggregierten Landfläche von 15 Hektar auf, 
Caye de l'Observatoire (die Hauptinsel mit einer Fläche von rund 14 Hektar im Bereich des Récif Bellona du Milieu/Middle Bellona Reefs) und 
Caye Est Bellona (ein Hektar, im Süden der récifs du Sud-Est, dem südöstlichen Korallenring). Caye de l'Observatoire ist nach dem Satellitenbild von Vegetation bedeckt, während der kleinere Caye Est Bellona vegetationslos erscheint.
Auf der Seekarte werden in der Lagune Tiefen von 56 (Südosten), 60 (Mitte) und 68 Metern (Nordwesten) angegeben.
Im Seehandbuch (Sailing Directions) wird am nordöstlichen Ende der South Bellona Reefs (Récif Bellona Sud) ein Cay erwähnt, der aber seit 1988 nicht mehr existieren soll. Drei Kilometer südlich des untergegangenen Cays wird Nigger Head Rock/Roche Nigger Head erwähnt, 0,6 m hoch und aus schwarzem Korallenfelsen. Ein Bericht von einer ozeanischen Mission von 1980 bis 1982 teilt mit, dass es an der Stelle des angeblichen Roche Nigger Head kein bemerkenswertes Objekt gibt.
Kapitän Matthew Boyd an Bord der Bellona (1782) benannte die Riffe nach seinem Schiff. Er hatte Sträflinge nach New South Wales transportiert und war auf dem Weg nach China, um für die British East India Company eine Ladung in Canton aufzunehmen und nach Großbritannien zu bringen, als er im Februar und März 1793 die Riffe passierte.

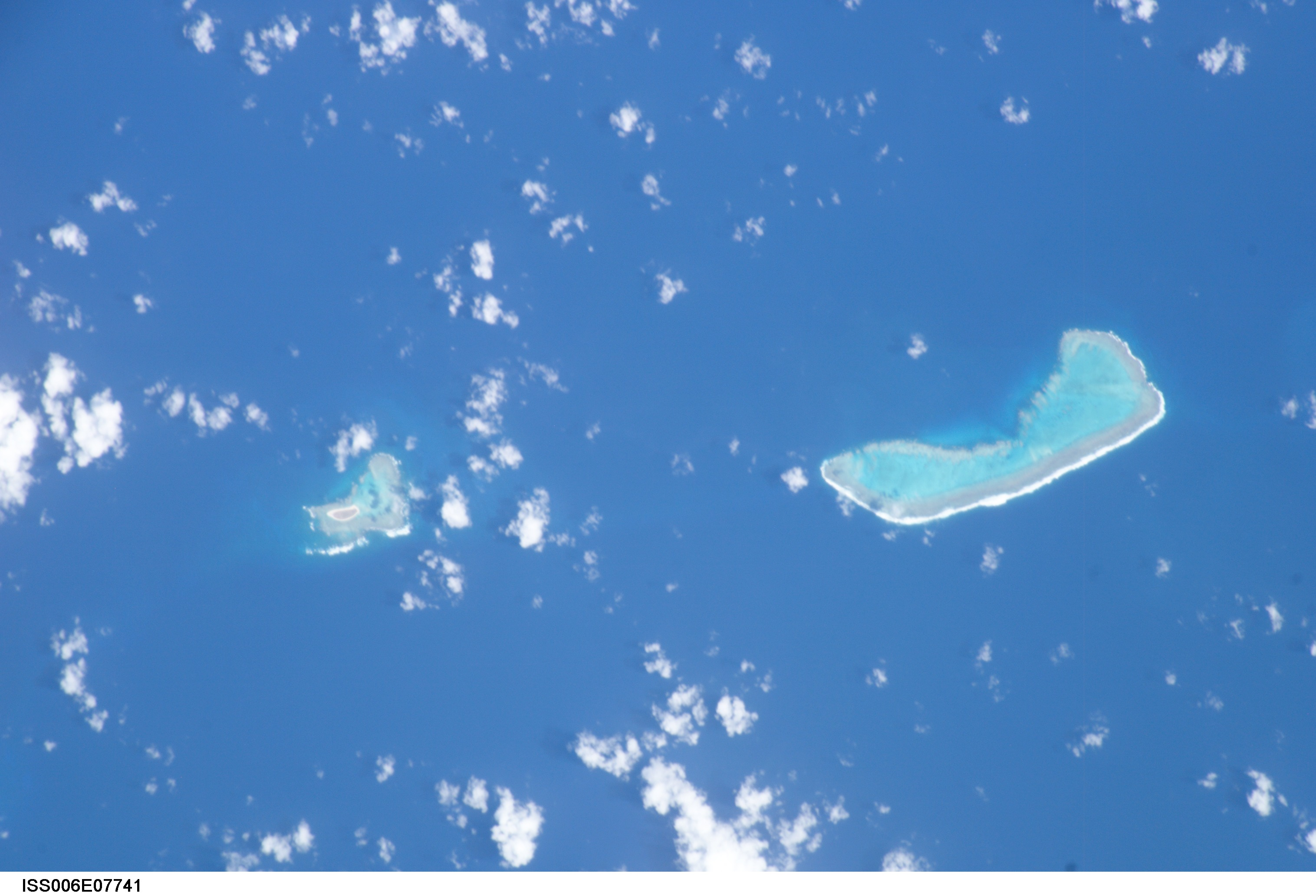
Middle Bellona Reef Récif Bellona du Milieu mit Caye de l'Observatoire
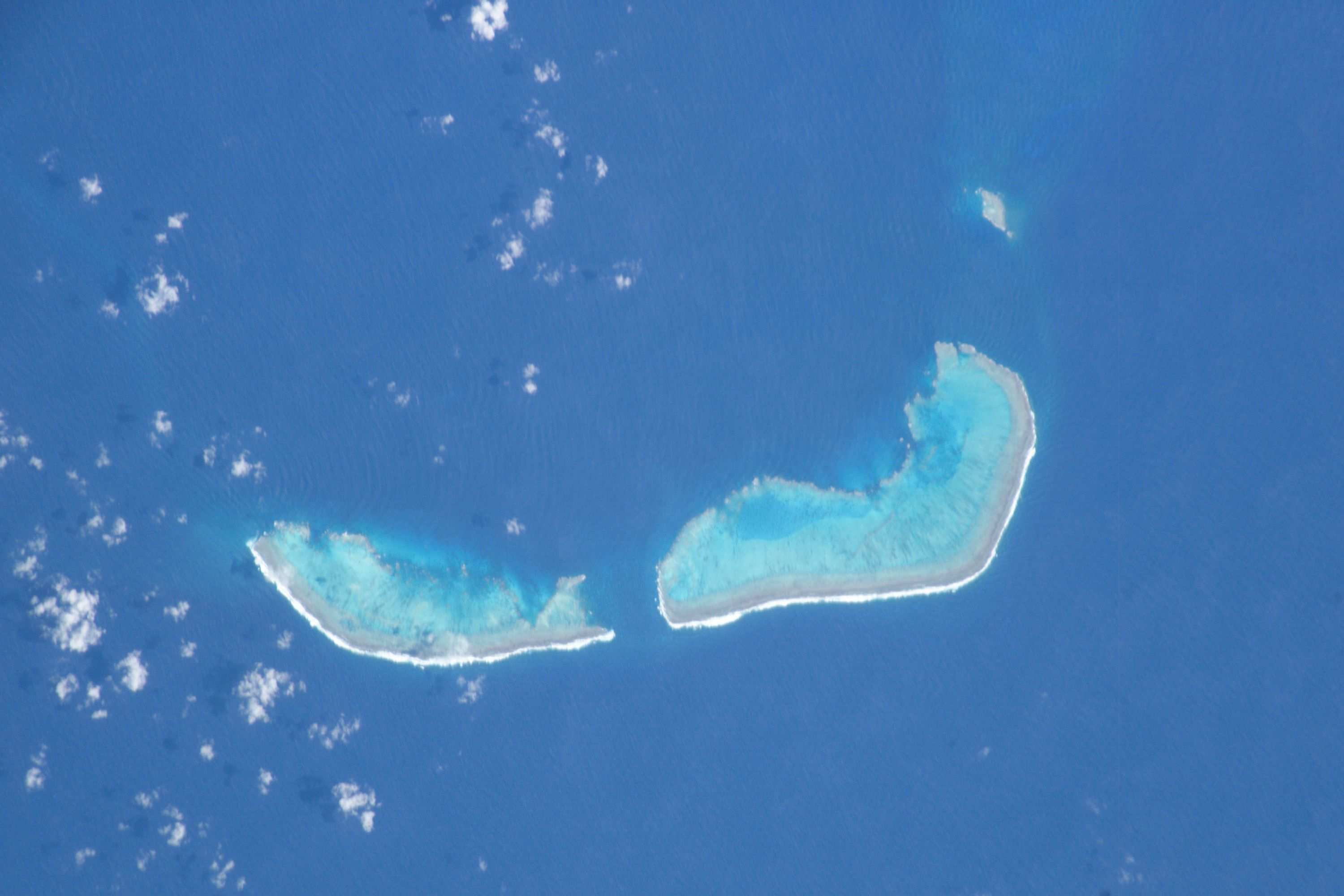
Süd-Bellona-Riff Récif Bellona Sud